# Kuma e Panda
Kuma (クマ, kuma) são dois personagens da série de jogos de luta Tekken lançada pela Namco Bandai Games. Kuma I foi introduzido no primeiro Tekken e voltou em Tekken 2, enquanto Kuma II foi introduzido em Tekken 3 e voltou em todos os jogos subsequentes. Ambos são ursos mansos, guarda-costas de Heihachi Mishima, assim como pai e filho um para o outro. A fêmea Panda (パンダ) foi introduzida em Tekken 3 como uma troca de paleta de Kuma, retornando em jogos subsequentes.

## Kuma

### Aparição
O primeiro Kuma já foi um filhote abandonado nas florestas da propriedade Mishima. Heihachi Mishima encontrou Kuma e o adotou como seu animal de estimação. Apesar da lealdade inabalável de Kuma ao seu mestre, ele gostava de deixá-lo de lado para dormir, mesmo durante o verão. Essa abordagem preguiçosa significa que o estilo de luta de Kuma nunca amadureceu e é muito desarticulado. Isso foi demonstrado já no primeiro torneio, no qual foi facilmente derrotado por Paul Phoenix. Logo após o segundo torneio, Kuma morreu de velhice, e Heihachi treina um substituto, seu filho, Kuma II.
Kuma aparece no jogo de luta crossover feito pela Capcom, Street Fighter × Tekken, com Heihachi como seu parceiro oficial. Ele também aparece como um personagem de suporte no PlayStation All-Stars Battle Royale e em Super Smash Bros. Ultimate.
Kuma I fez uma participação especial em Tekken: The Motion Picture, descendo de uma árvore. Kuma aparece nos quadrinhos Tekken Saga (1997), Tekken 2 (1998) e Tekken Forever (2003). Uma foto de Kuma II é vista brevemente no filme CGI Tekken: Blood Vengeance, quando Anna Williams recruta Ling Xiaoyu na Mishima Polytechnic School.

### Design
Em Tekken, Kuma I foi representado como um urso do sol; no entanto, em Tekken 2, Kuma é um urso-cinzento ou um urso-polar, dependendo de qual roupa é usada. Kuma II é sempre retratado como um grande urso pardo com pelo marrom. Ele quase sempre usa um lenço vermelho e uma pulseira vermelha com pontas na mão esquerda. Em Tekken 4, no entanto, ele usa camiseta vermelha com um desenho nas costas e sapatos de borracha de pata vermelho-branco. Mais tarde, ele também ganha uma tornozeleira vermelha com pontas na perna esquerda, em vez de uma pulseira vermelha.
Kuma luta usando um estilo de luta "original" chamado Kuma Shinken, um movimento muito parecido com o estilo de caratê da família Mishima. Nos jogos anteriores, Kuma Shinken pegou muitos elementos do estilo de luta dos modelos Jack. No entanto, em jogos posteriores, a arte começou a ganhar alguma originalidade com golpes únicos e até um modo de "caça" que coloca Kuma de quatro para mais ataques. Esse estilo de luta é considerado um dos mais incomuns, pois não depende de ataques diretos, mas usa truques como rolagens, esquivas e várias outras posturas. Por causa disso, Kuma é um dos personagens mais difíceis de dominar, pois é bastante lento e pouco flexível.

### Recepção
A UGO Networks listou Kuma como um dos "50 personagens de videogame mais fofos", acrescentando: "É sempre adorável quando os ursos tentam fazer coisas humanas". A 1Up.com alertou que "você não pode ter Tekken no título sem algum tipo de animal que esteja pronto para ser jogado". Em 2012, a revista Complex apontou o giro de Kuma para trás e sua paixão com Panda como um dos "15 momentos mais loucos da série Tekken"; também classificou a proposta negada de Kuma para Panda no final de Tekken 3 como o "23º momento mais engraçado em videogames".

## Panda

### Aparição
Panda é o animal de estimação de Ling Xiaoyu nos jogos desde Tekken 3. Kuma está apaixonado por Panda, mas ela não está interessada nele. Para participar do torneio, Xiaoyu mudou-se para o Mishima Industrial College, no Japão. Heihachi ensinou Panda a lutar com ursos avançados para que ela pudesse atuar como guarda-costas de Xiaoyu ao longo da série.
Panda também aparece em Tekken Card Challenge, Tekken Tag Tournament, Tekken 3D: Prime Edition e Tekken Tag Tournament 2. Ela é vista brevemente na arte promocional de Street Fighter × Tekken de Xiaoyu, onde é vista no telhado do que parece ser a Mishima Polytechnic. Panda aparece como um spirit no crossover da Nintendo, Super Smash Bros. Ultimate. Ela também aparece no filme CGI Tekken: Blood Vengeance, como personagem coadjuvante, dublada por Taketora.

### Design
Panda é, como seu nome indica, sempre retratada como um panda-gigante com faixas brilhantes rosa ou laranja e um coldre verde enrolado no ombro. O coldre tem grama dentro dele. Desde sua introdução, ela sempre foi uma troca de paleta de Kuma e, portanto, tem o mesmo conjunto de movimentos que ele. Em Tekken Tag Tournament 2, ela é separada de Kuma e recebe seu próprio slot, embora ainda tenha os mesmos golpes. Eles têm os mesmos movimentos, postura e animações (mostrado antes e depois de uma luta), mas seus finais são sempre, de alguma forma, diferentes.